# Listă de guvernatori ai statului California, Statele Unite ale Americii
Aceasta este o listă a guvernatorilor statului California, SUA.

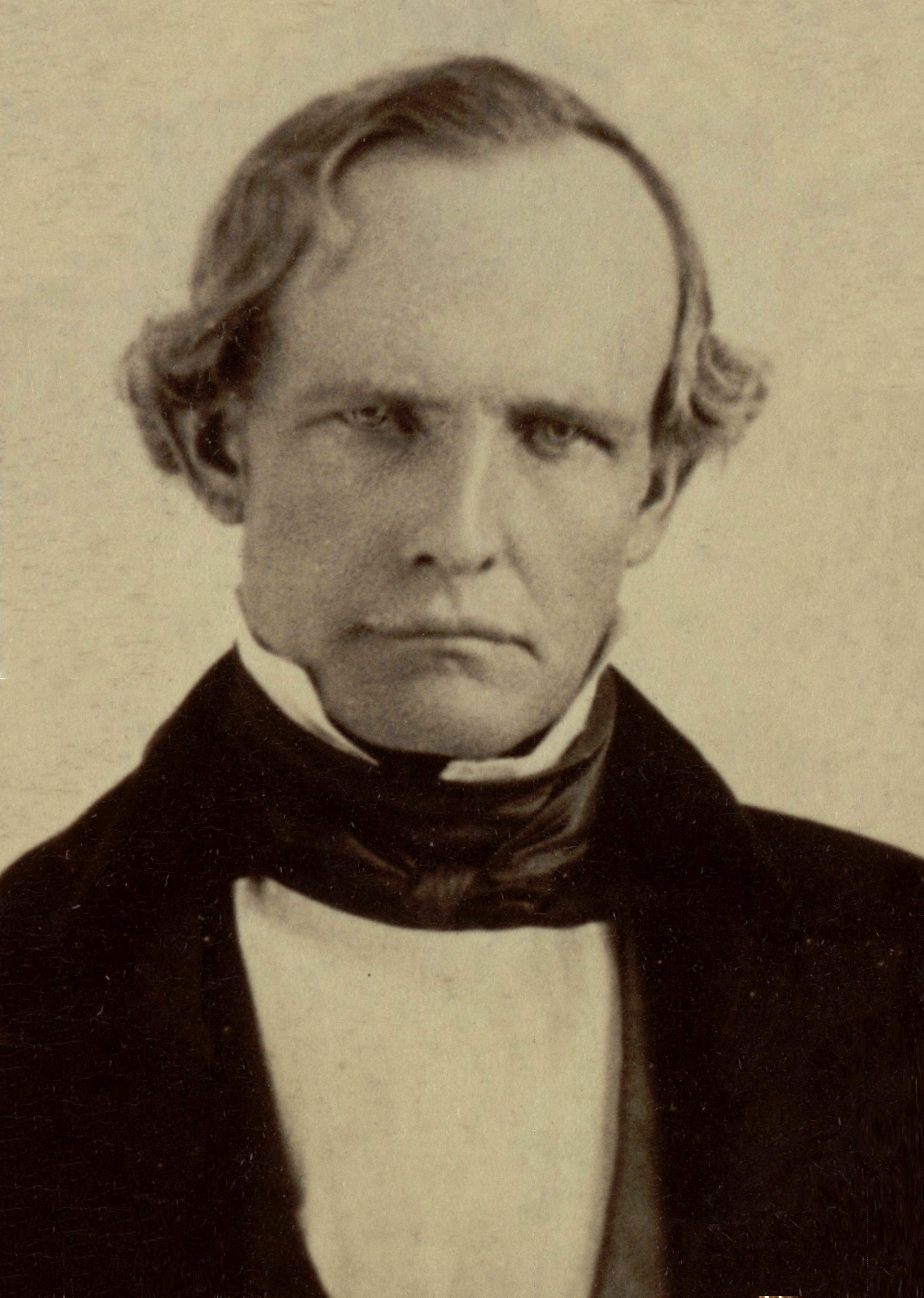
Peter Hardeman Burnett, 20 decembrie 1849 - 9 ianuarie 1851, Partidul Democrat
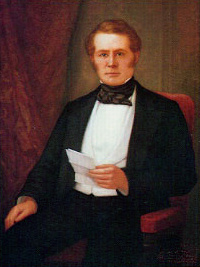
John McDougal, 9 ianuarie 1851 - 8 ianuarie 1852, Partidul Democrat
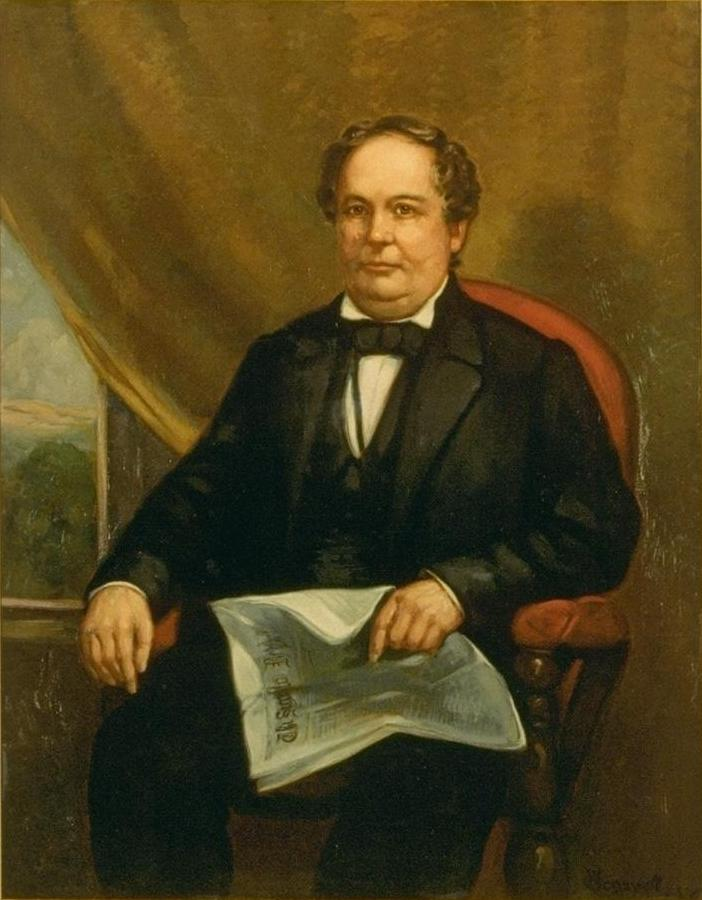
John Bigler, 8 ianuarie 1852 - 9 ianuarie 1856, Partidul Democrat
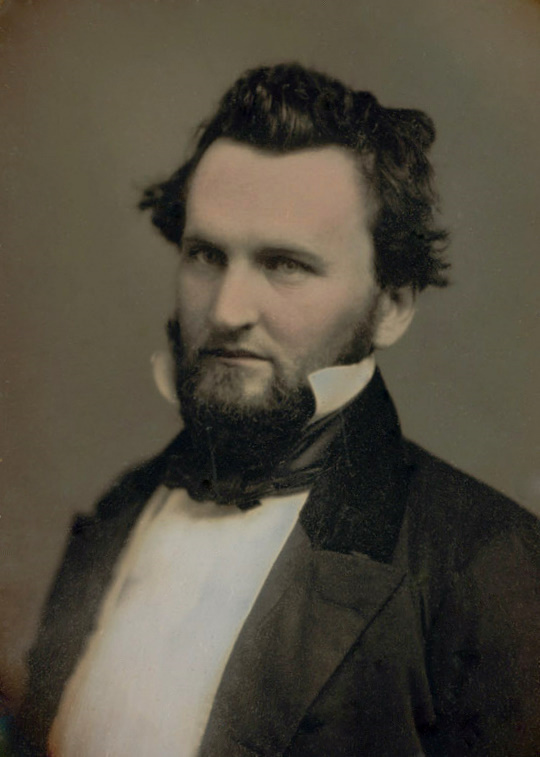
J. Neely Johnson, 9 ianuarie 1856 - 8 ianuarie 1858, Partidul American
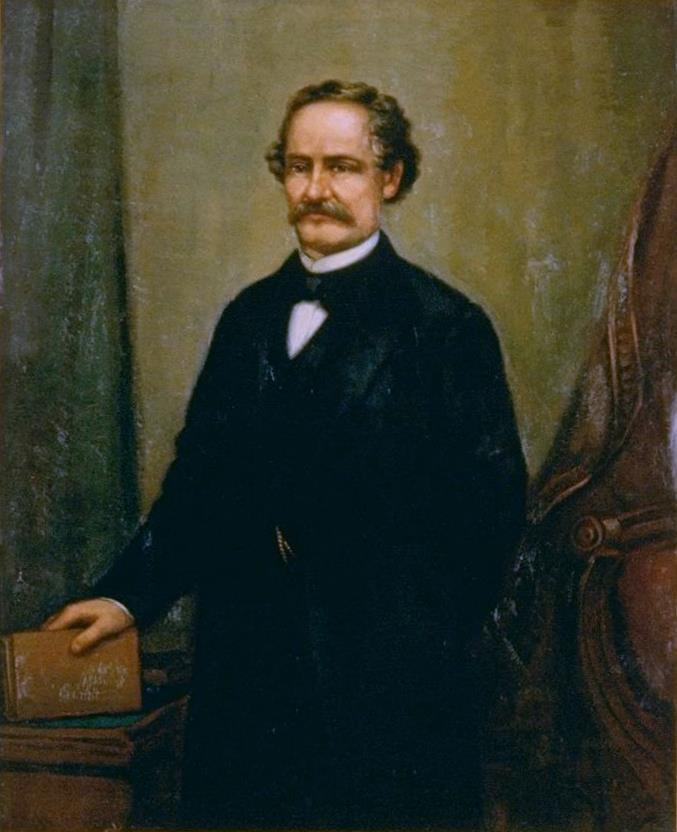
John B. Weller,  8 ianuarie 1858 - 9 ianuarie 1860, Democrat
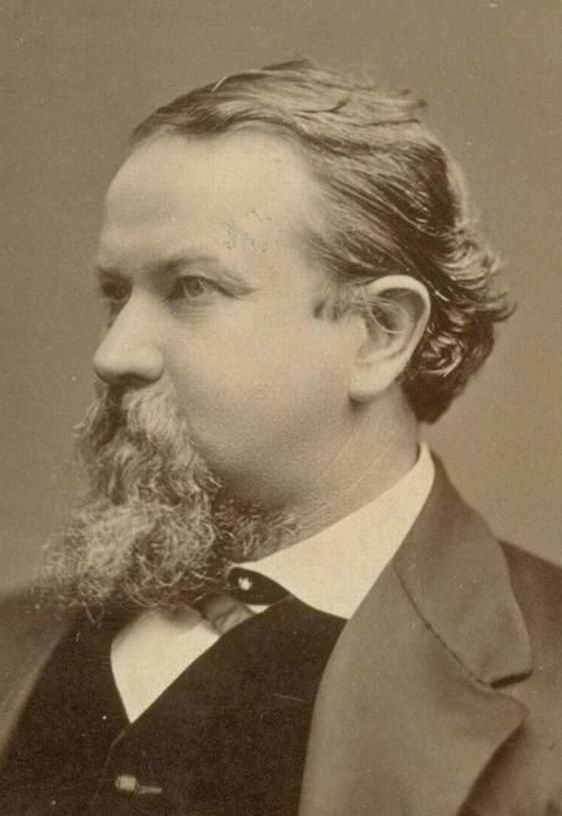
Milton Latham, 9 ianuarie 1860 - 14 ianuarie 1860 	Constituția Lecompton Partidul Democrat
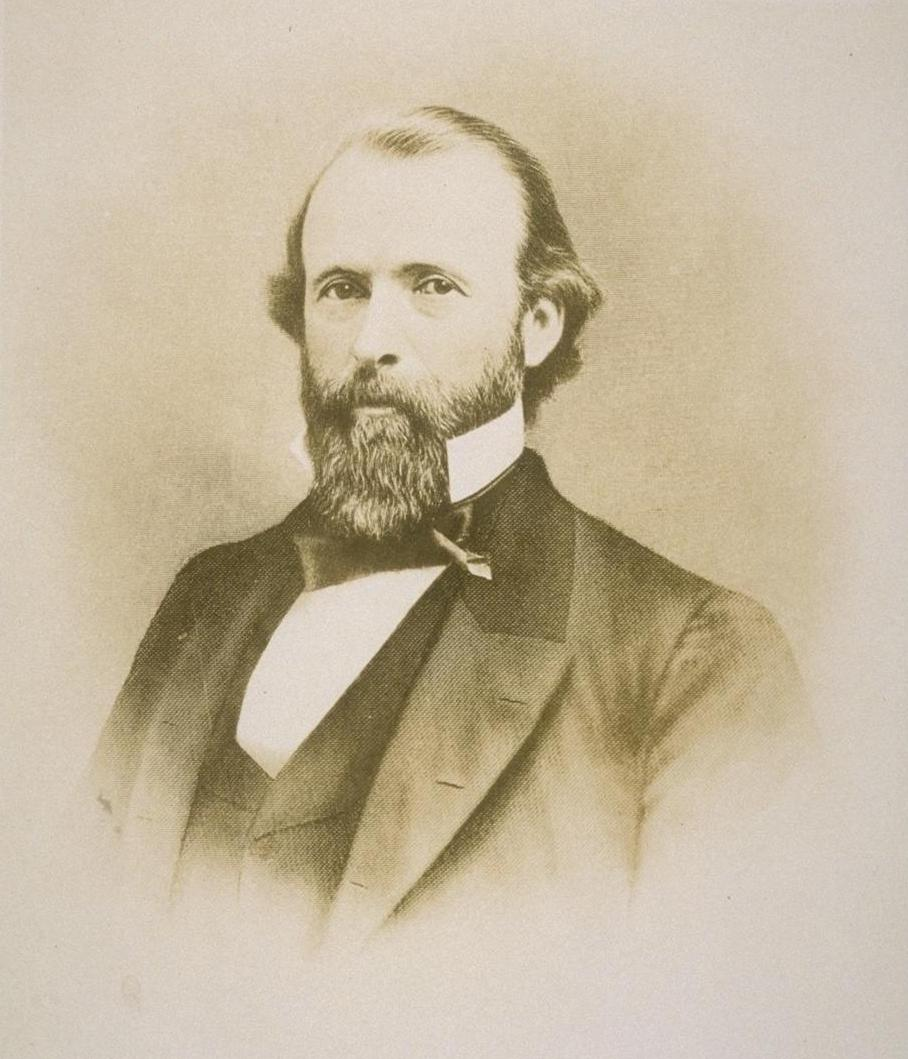
John G. Downey, 14 ianuarie 1860 - 10 ianuarie 1862, Constituția Lecompton Partidul Democrat
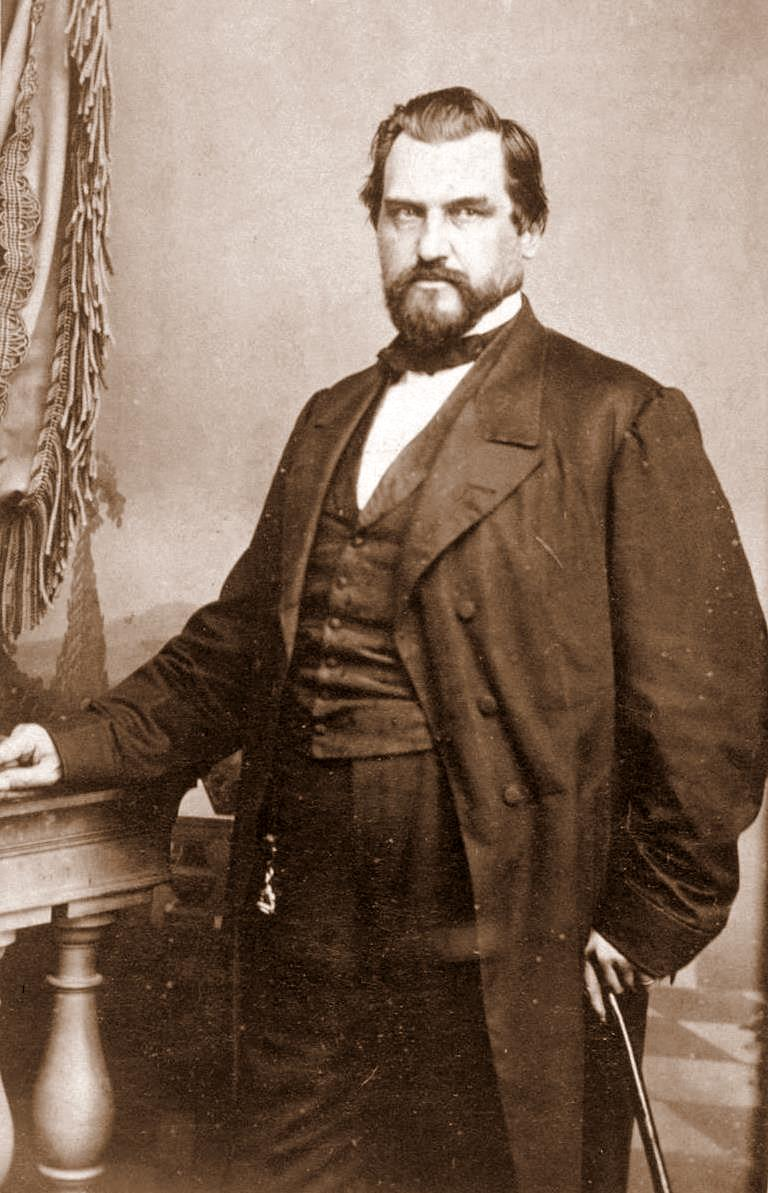
Leland Stanford, 10 ianuarie 1862 - 10 decembrie 1863, Republican
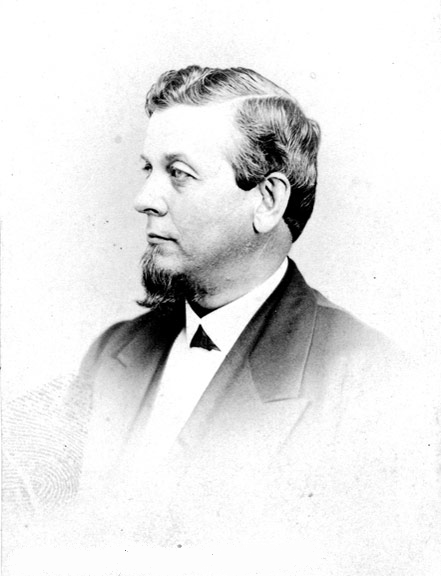
Frederick Low, 10 decembrie 1863 - 5 decembrie 1867, Unionist Republican
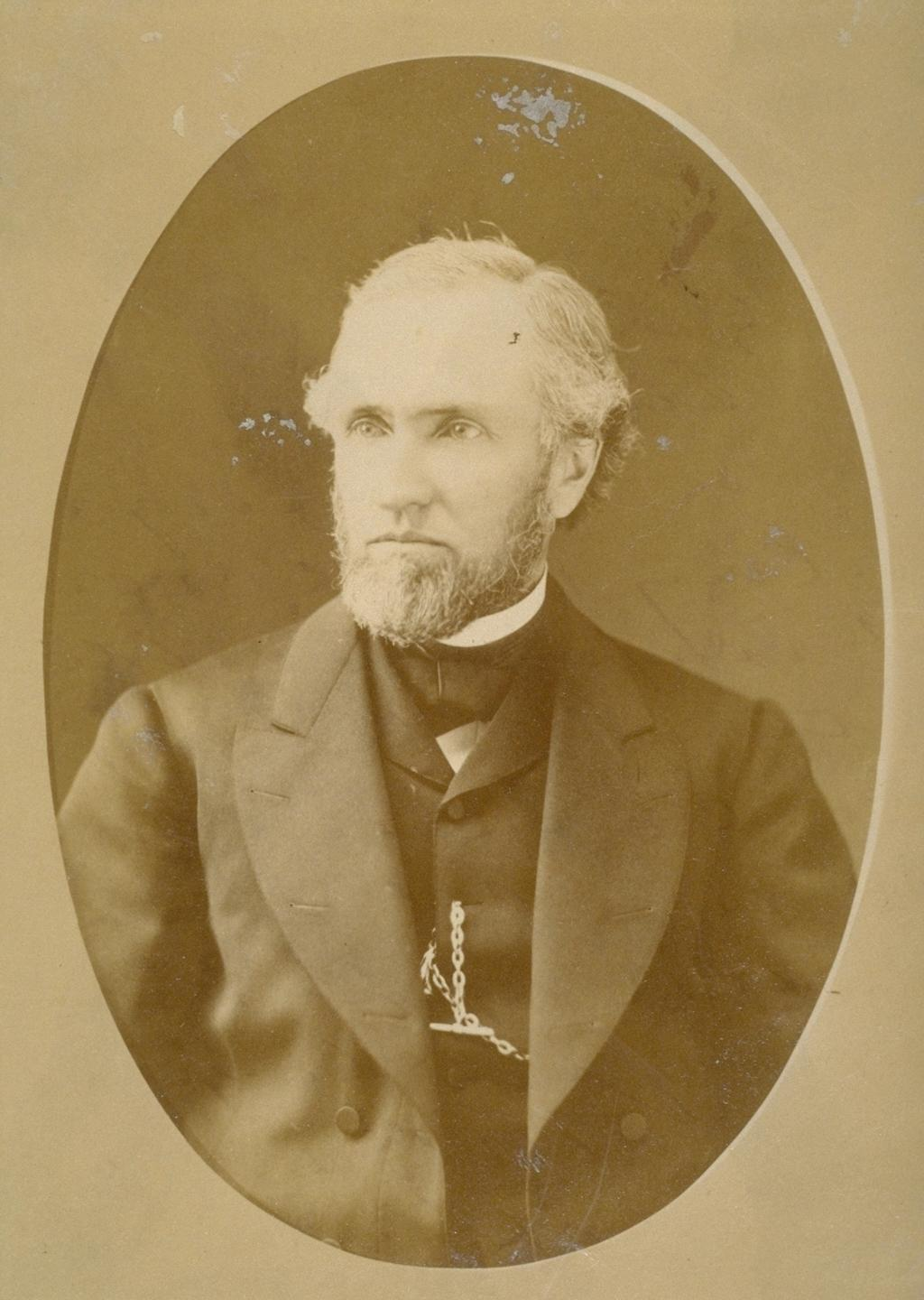
Henry Huntly Haight, 5 decembrie 1867 - 8 decembrie 1871, Partidul Democrat
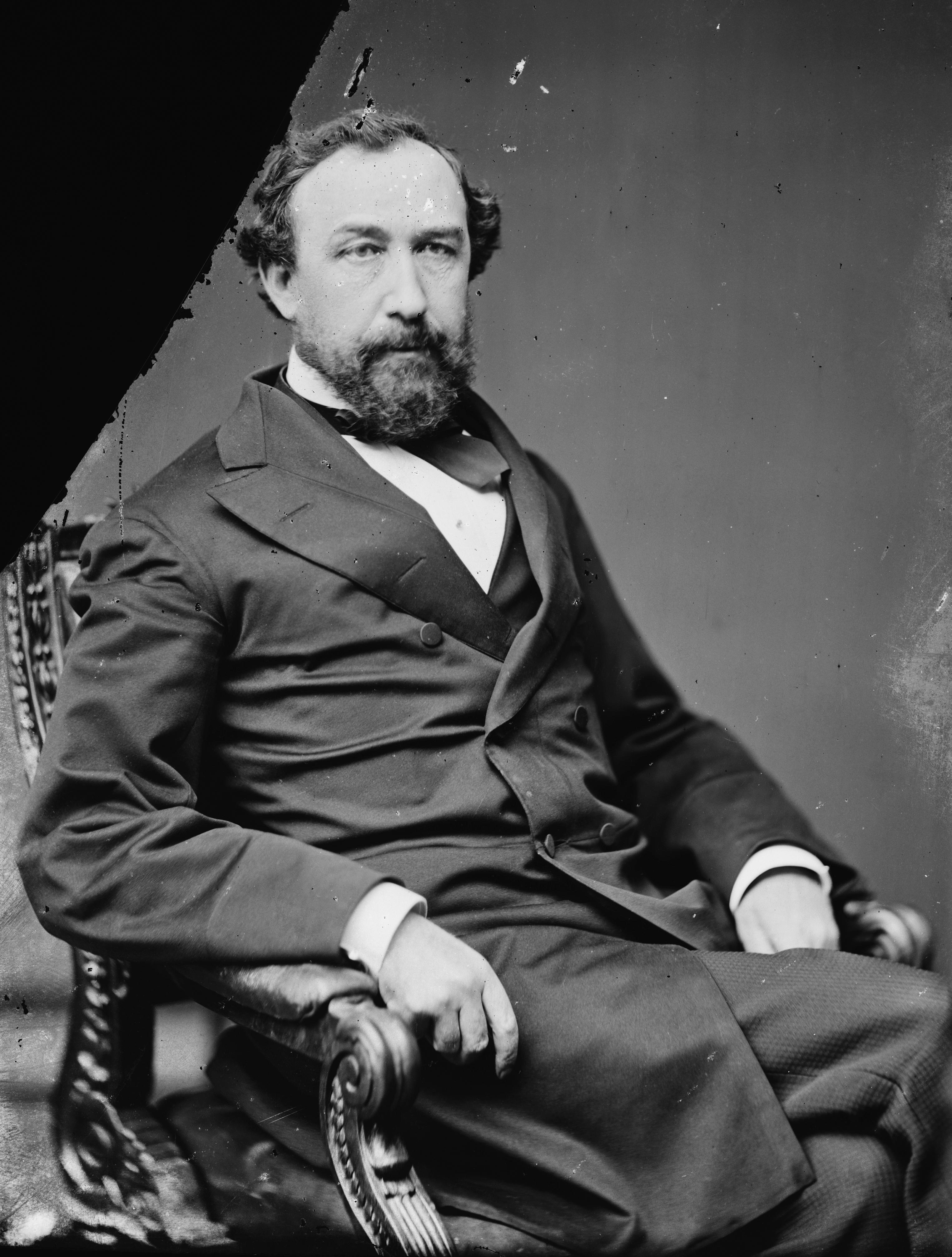
Newton Booth, 8 decembrie 1871	- 27 februarie 1875, Republican
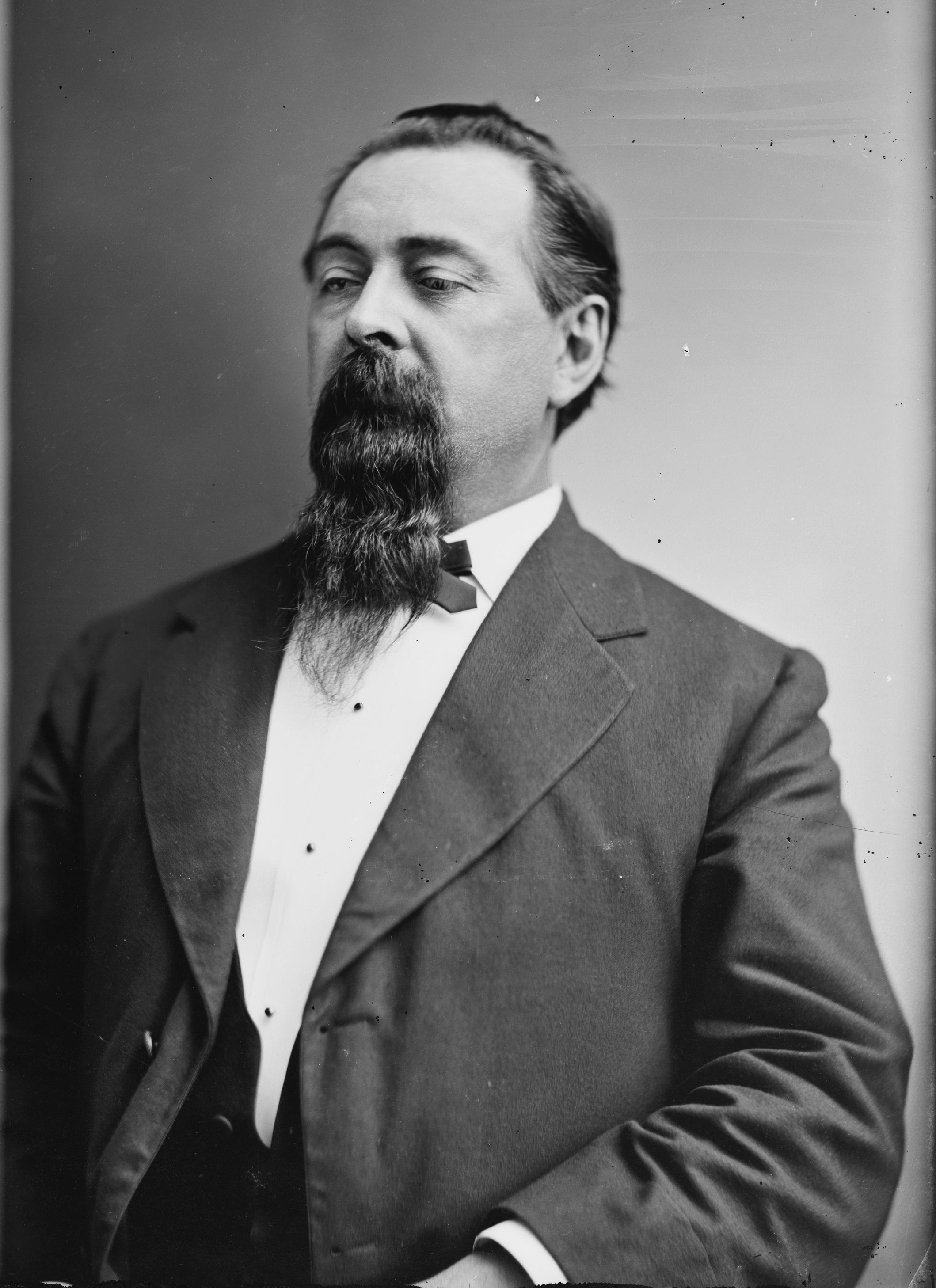
Romualdo Pacheco, 27 februarie 1875 - 9 decembrie 1875, Republican
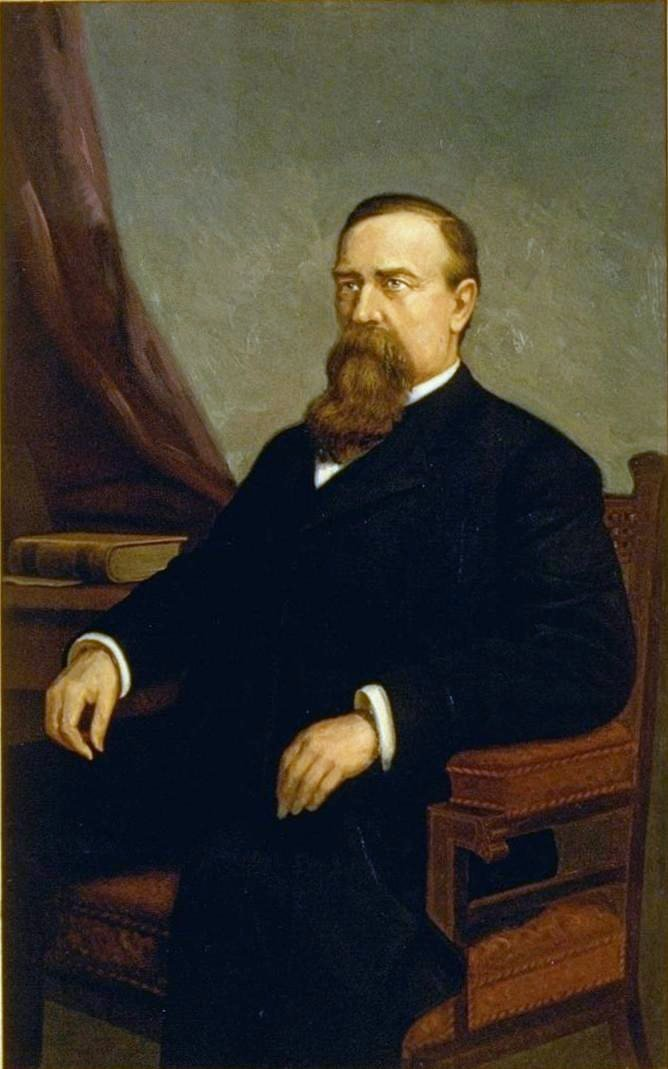
William Irwin, 9 decembrie 1875 - 8 ianuarie 1880, Partidul Democrat
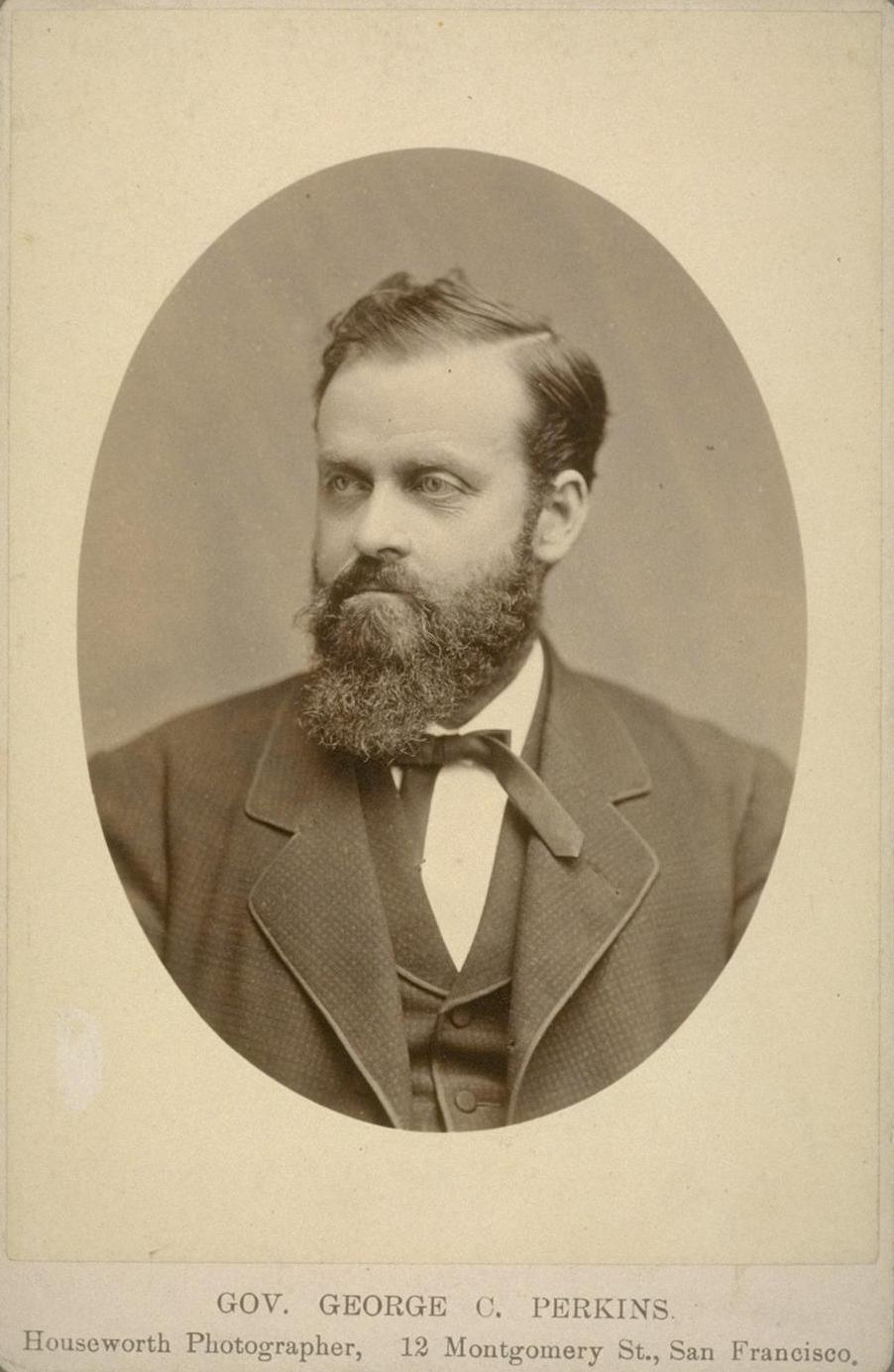
George Clement Perkins, 8 ianuarie 1880 - 10 ianuarie 1883 , Republican
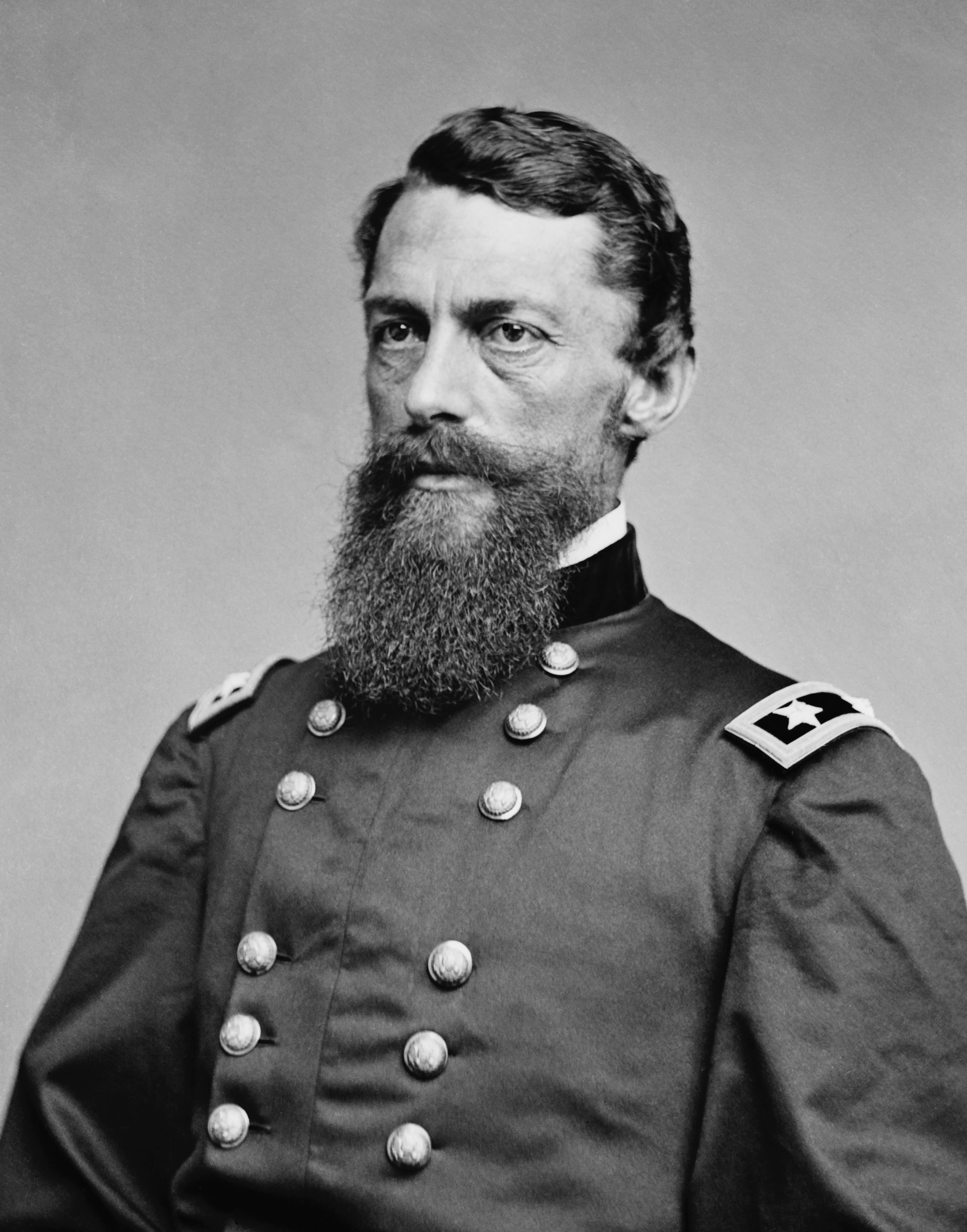
George Stoneman, 10 ianuarie 1883 - 8 ianuarie 1887, Partidul Democrat
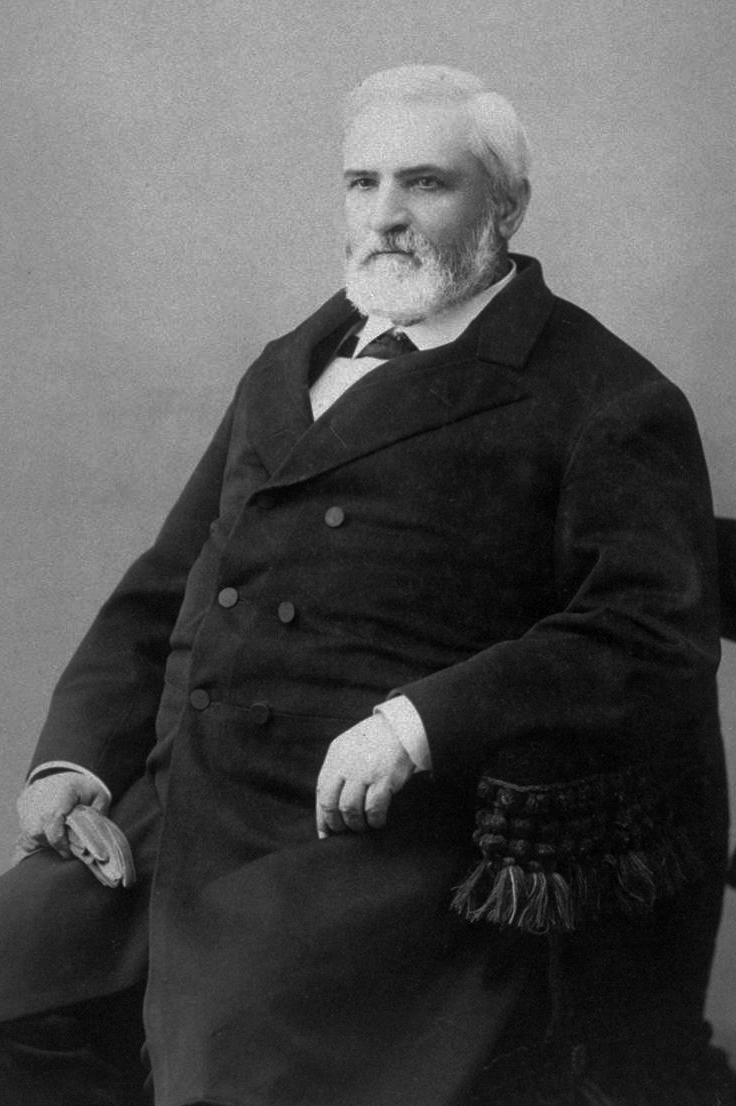
Washington Bartlett, 8 ianuarie 1887 - 12 septembrie 1887, Partidul Democrat
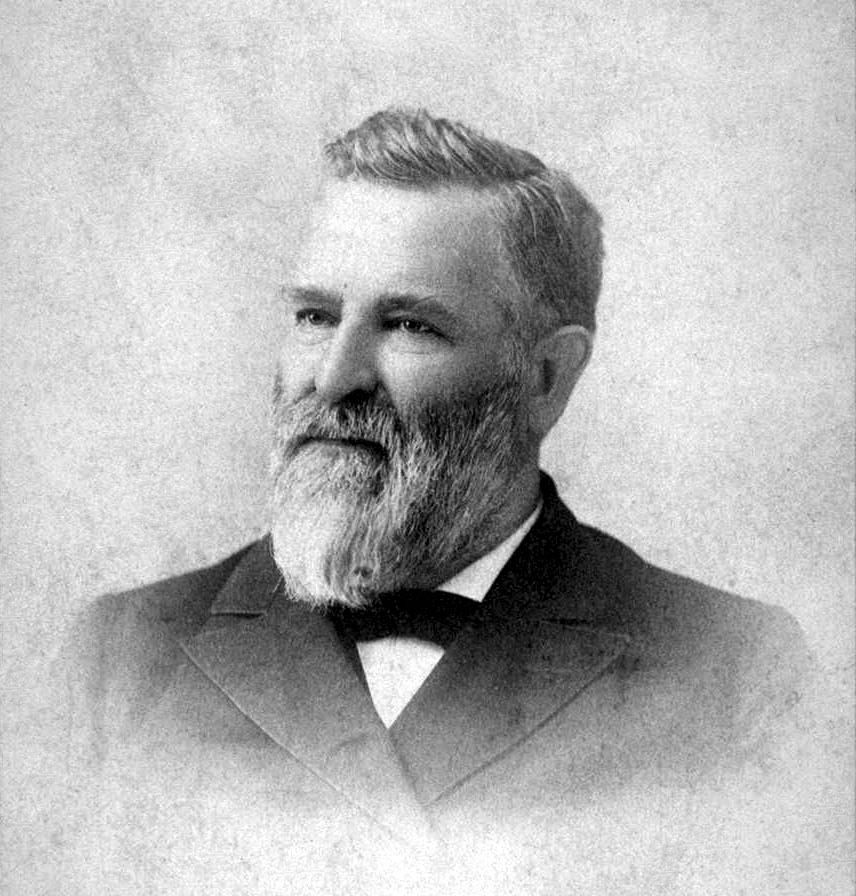
Robert Waterman, 12 septembrie 1887 - 8 ianuarie 1891, Republican
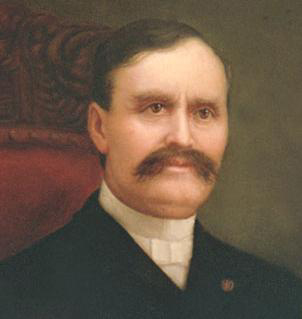
Henry Markham, 8 ianuarie 1891 - 11 ianuarie 1895, Republican
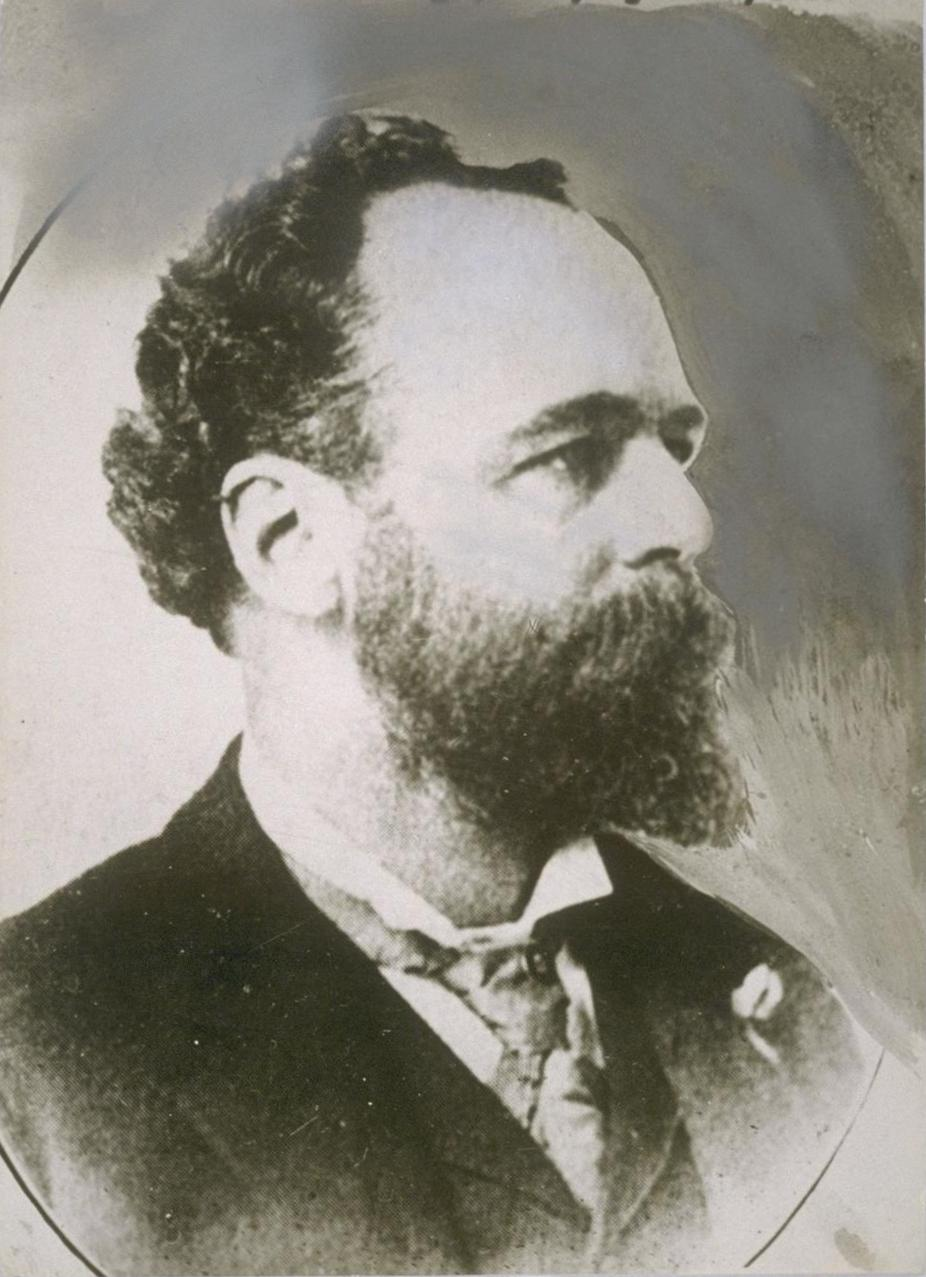
James Budd, 11 ianuarie 1895 - 4 ianuarie 1899, Partidul Democrat
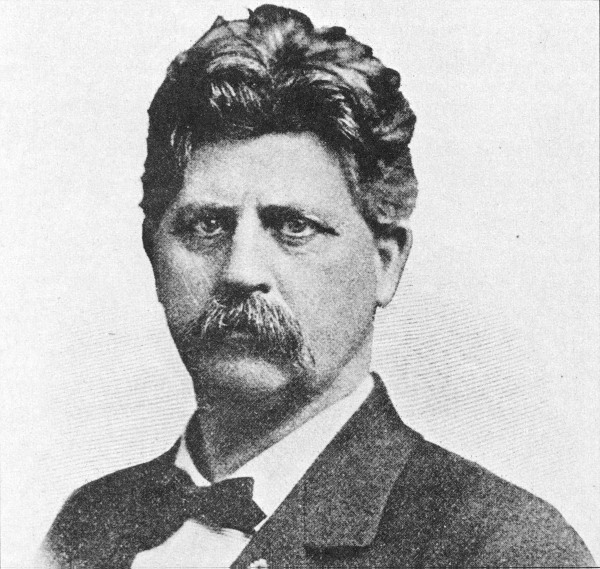
Henry Gage, 4 ianuarie 1899 - 6 ianuarie 1903, Republican
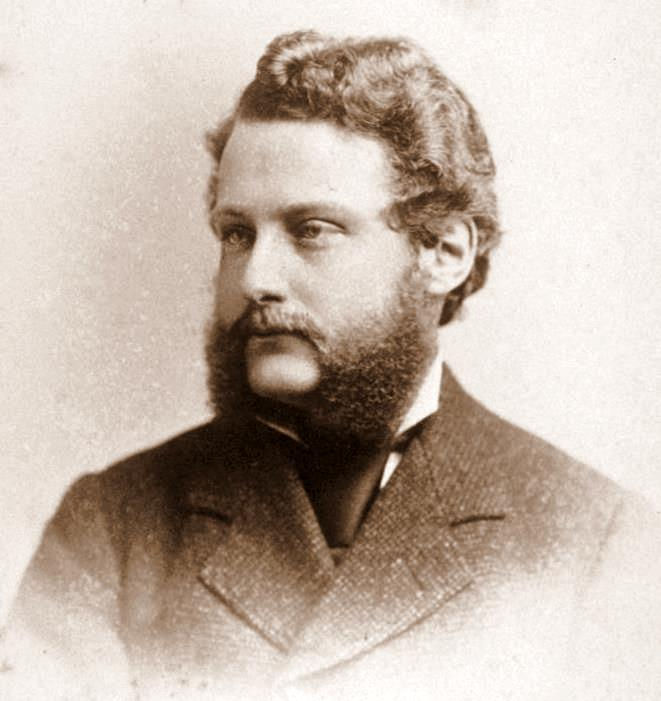
George Pardee, 6 ianuarie 1903 - 9 ianuarie 1907, Republican
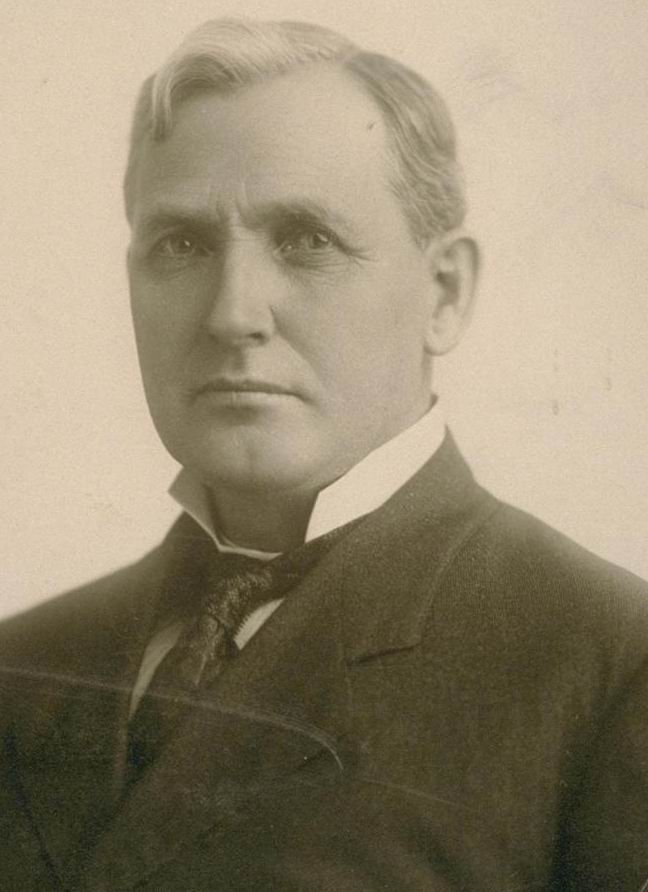
James Gillett, 9 ianuarie 1907 - 3 ianuarie 1911, Republican
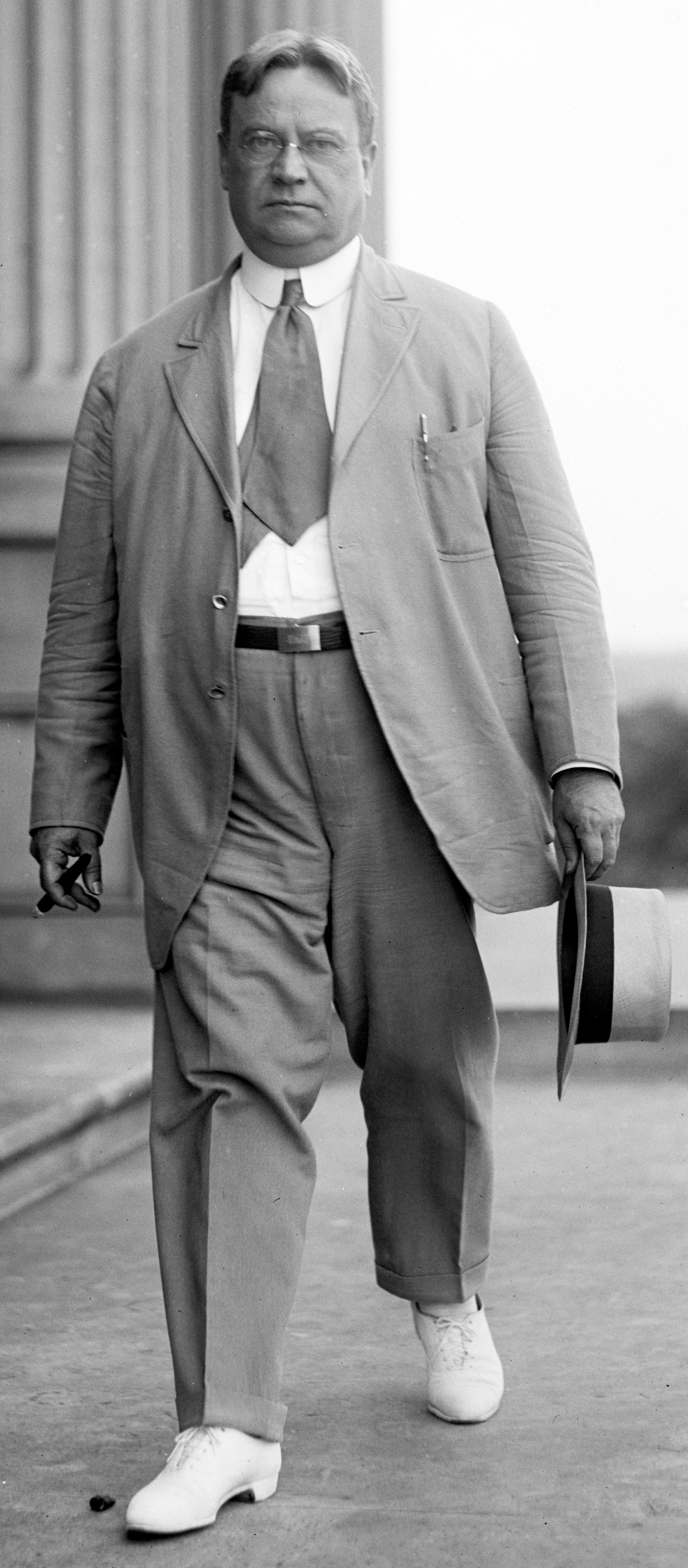
Hiram Johnson, 3 ianuarie 1911 - 15 martie 1917, Republican, Progresiv
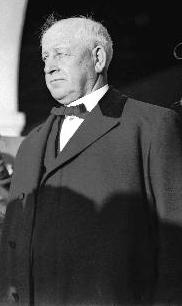
William Stephens, 15 martie 1917 - 9 ianuarie 1923, Republican
Friend Richardson,9 ianuarie 1923 - 4 ianuarie 1927, Republican
Clement C. Young, 4 ianuarie 1927 - 6 ianuarie 1931, Republican
James Rolph Jr., 6 ianuarie 1931 - 2 iunie 1934, Republican
Frank Merriam, 2 iunie 1934 - 2 ianuarie 1939, Republican
Culbert Olson, 2 ianuarie 1939 - 4 ianuarie 1943, Partidul Democrat
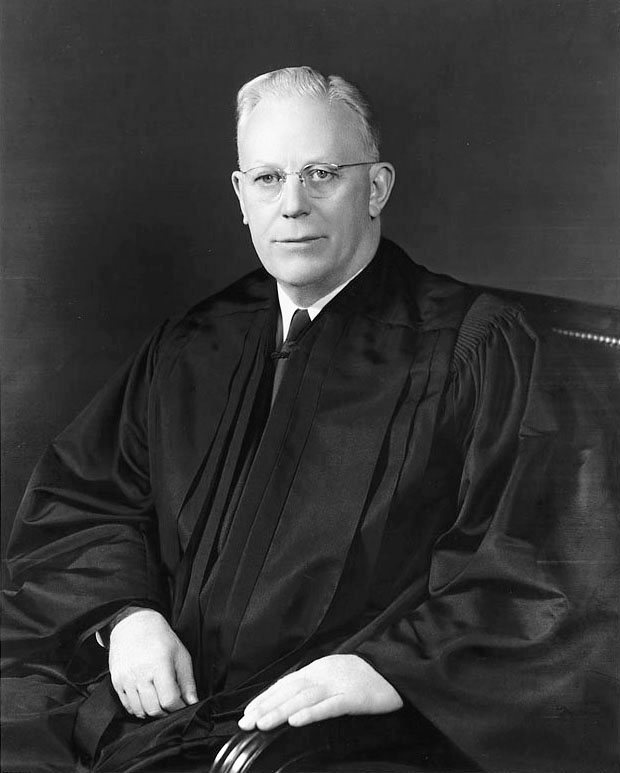
Earl Warren, 4 ianuarie 1943 - 5 octombrie 1953, Republican
Goodwin Jess Knight, 5 octombrie 1953 - 5 ianuarie 1959, Republican
Edmund Gerald "Pat" Brown, Sr., 5 ianuarie 1959 - 3 ianuarie 1967, Partidul Democrat
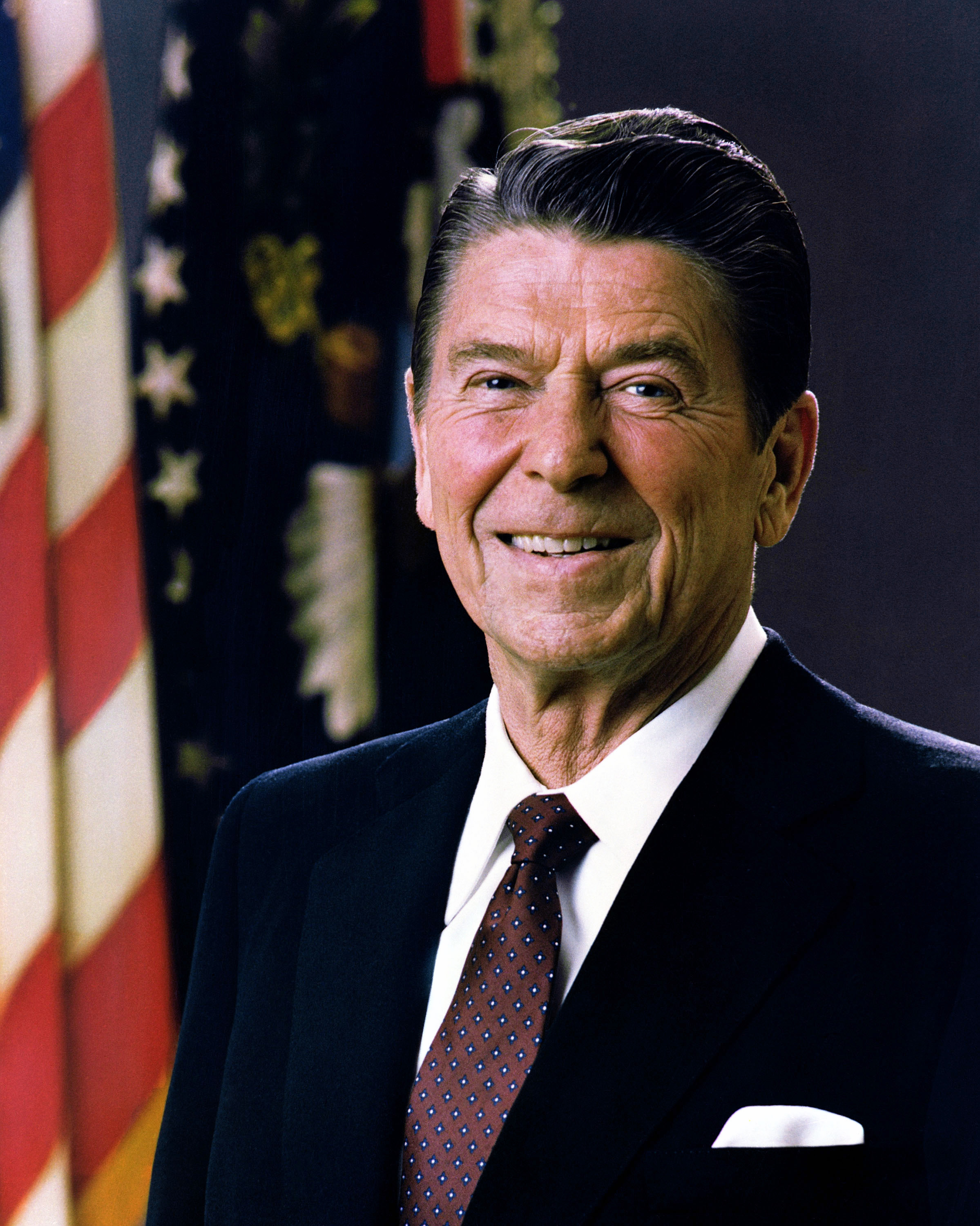
Ronald Reagan, 3 ianuarie 1967 - 6 ianuarie 1975, Republican
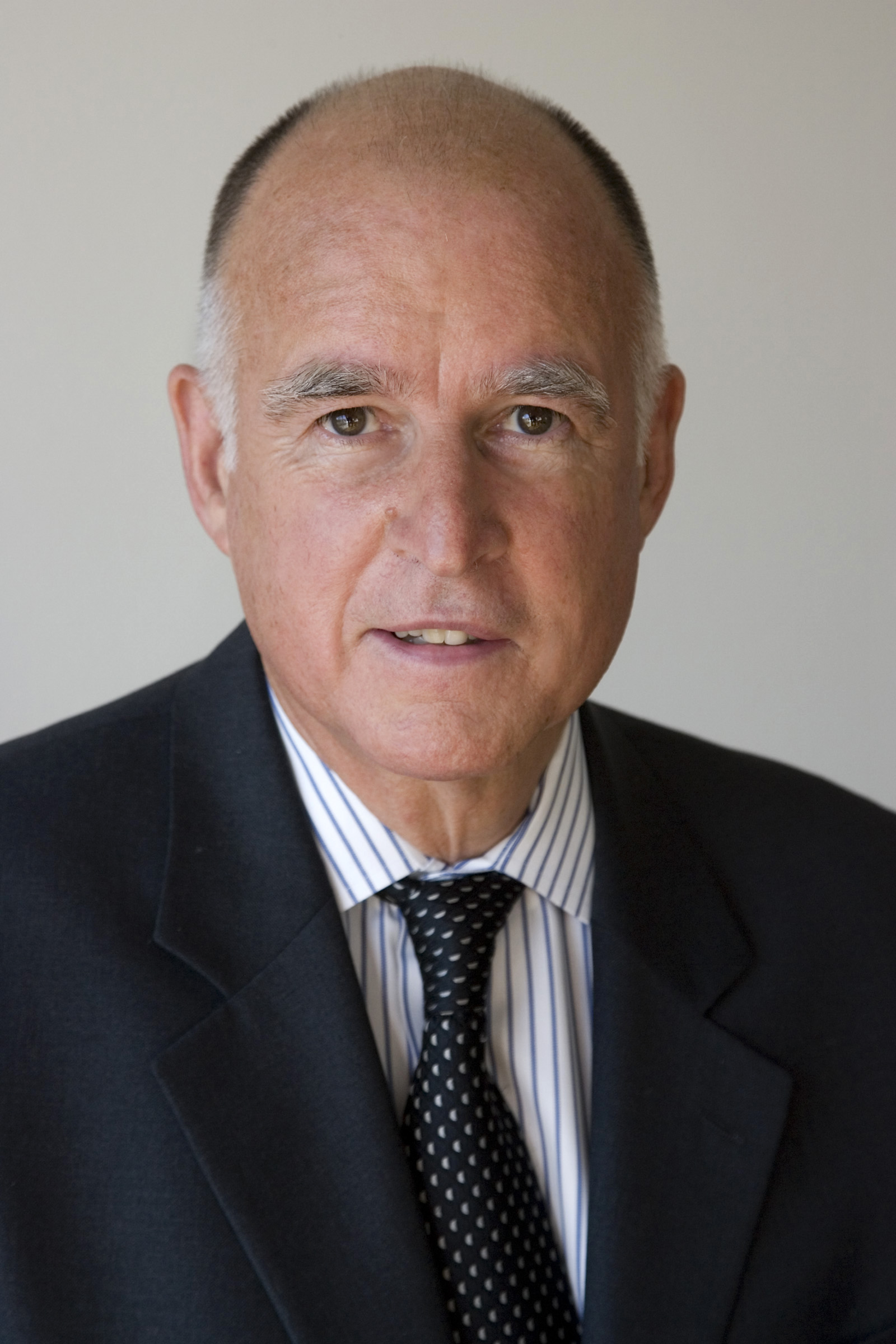
Edmund Gerald "Jerry" Brown, Jr., 6 ianuarie 1975 - 3 ianuarie 1983, Partidul Democrat
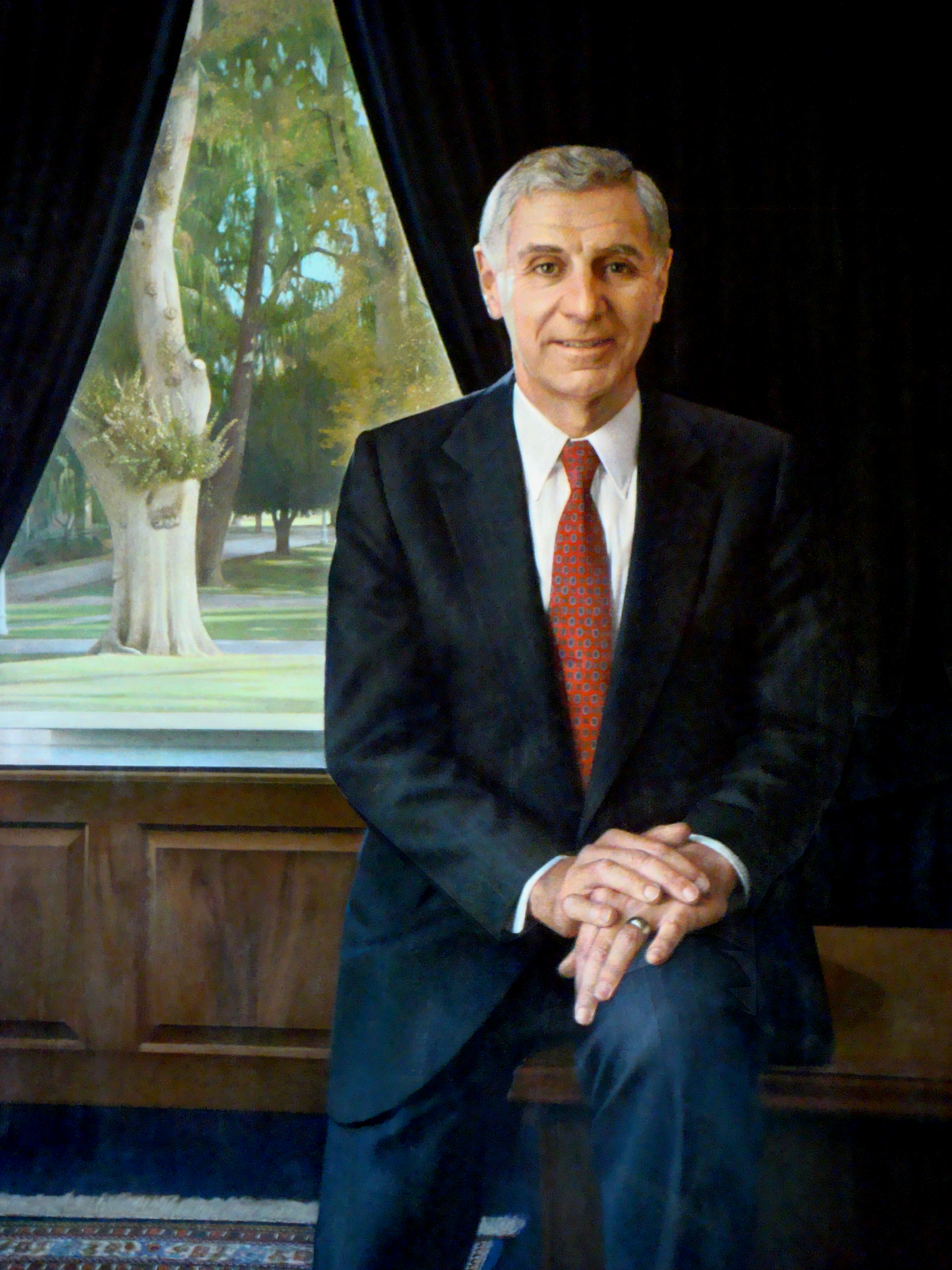
George Deukmejian, 3 ianuarie 1983 - 7 ianuarie 1991, Republican
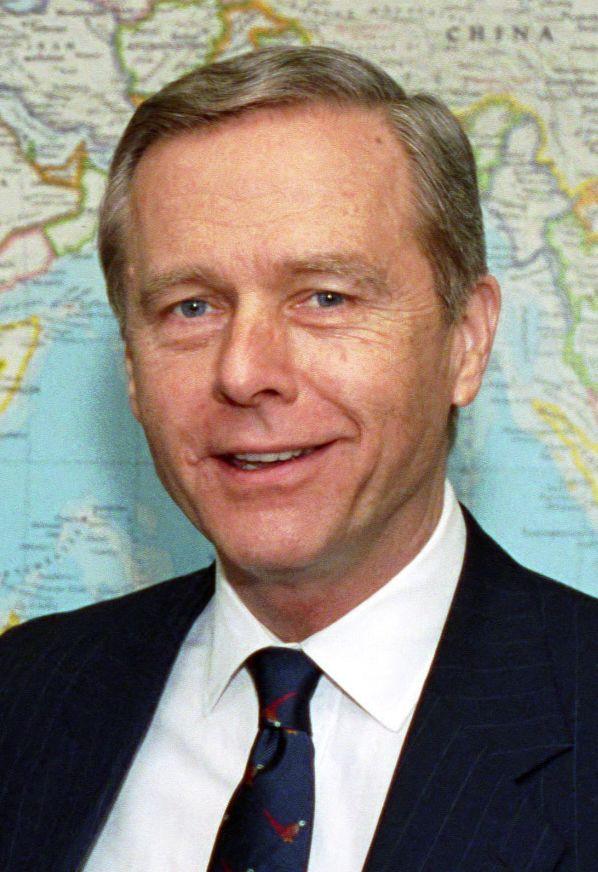
Pete Wilson, 7 ianuarie 1991 - 4 ianuarie 1999, Republican
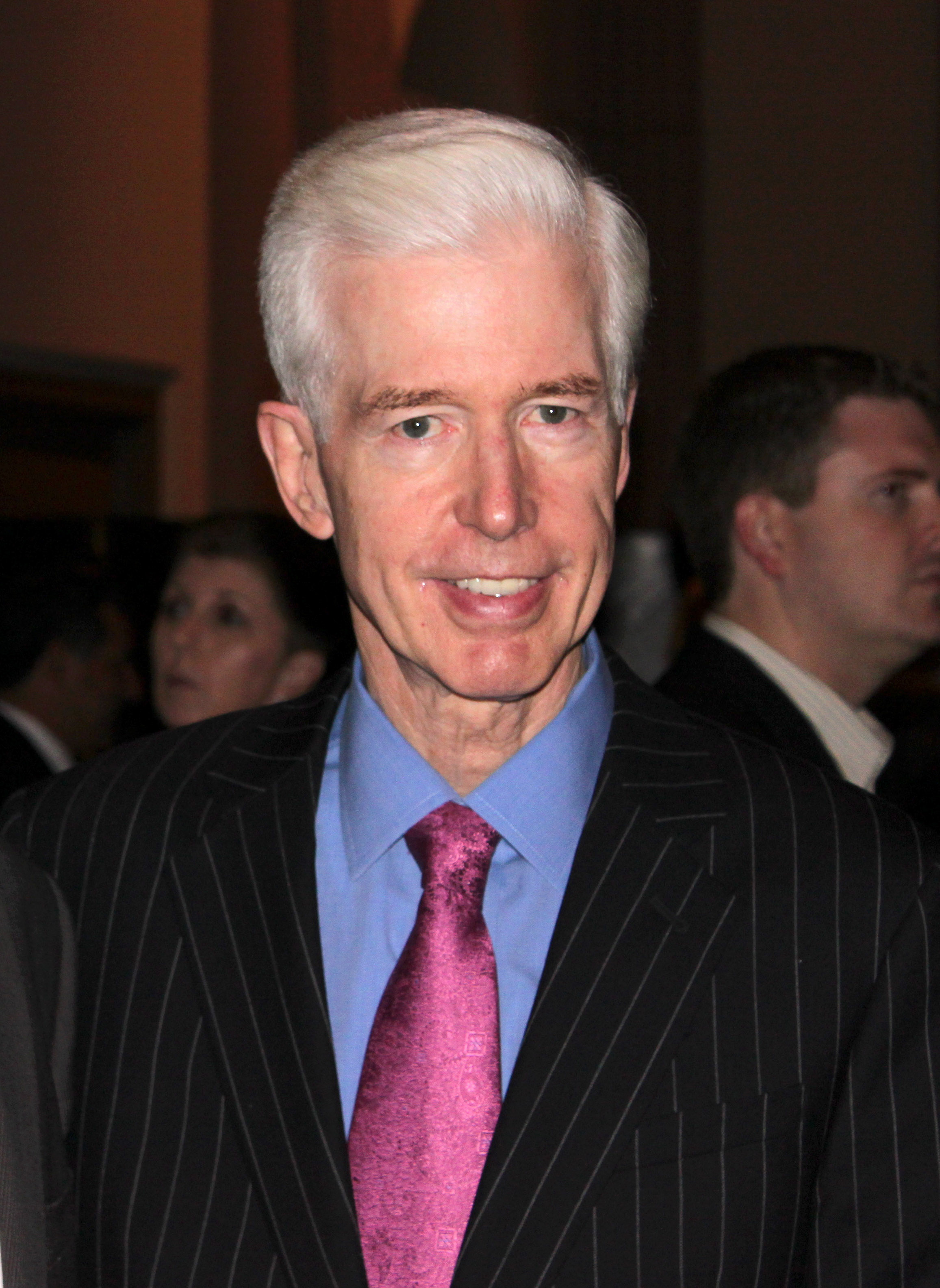
Joseph Graham "Gray" Davis, 4 ianuarie 1999 - 17 noiembrie 2003, Partidul Democrat
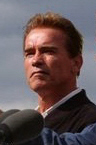
Arnold Schwarzenegger, 17 noiembrie 2003 - 3 ianuarie 2011 Republican
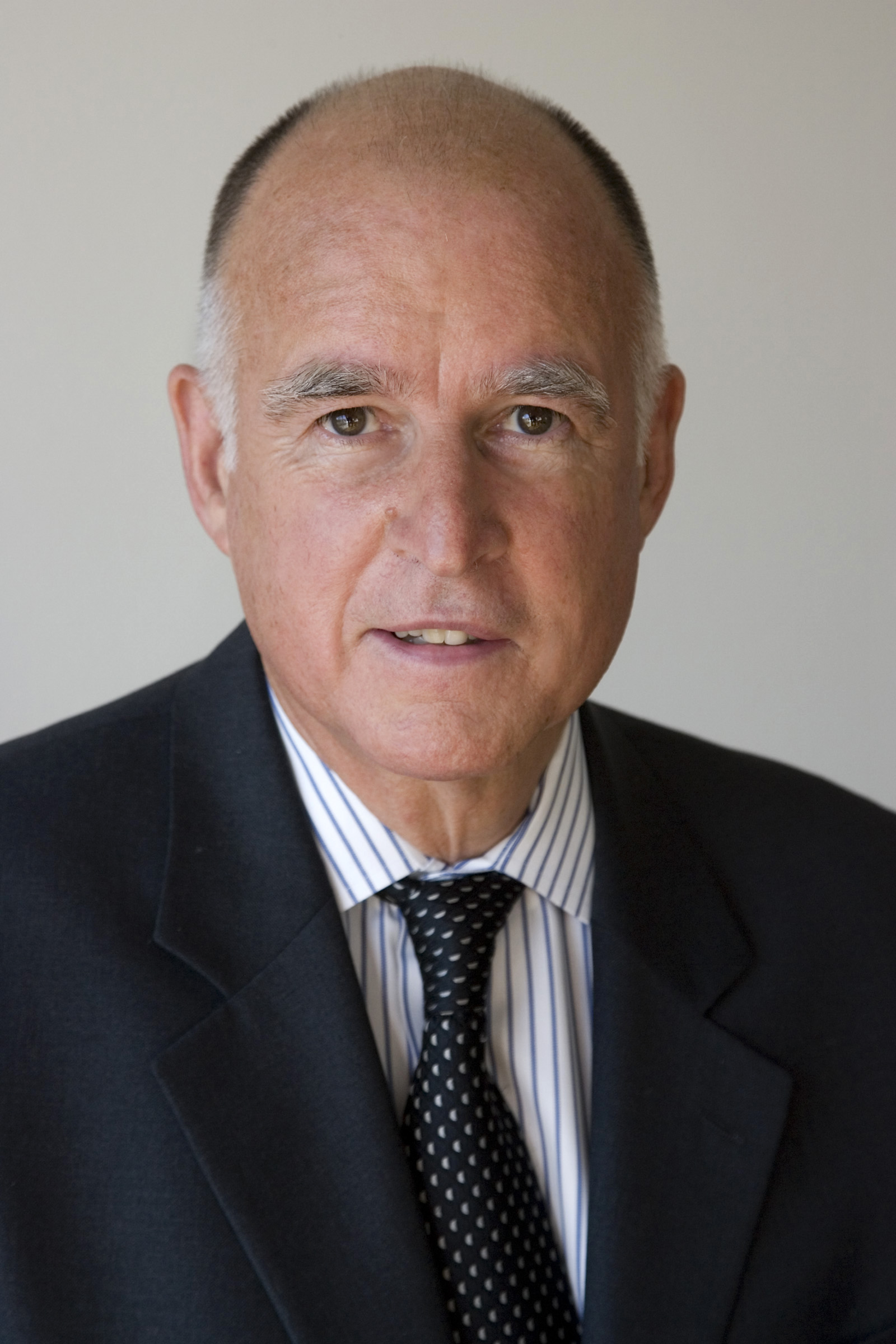
Edmund Gerald "Jerry" Brown, Jr., 3 ianuarie 2011 - 7 ianuarie 2019 Partidul Democrat
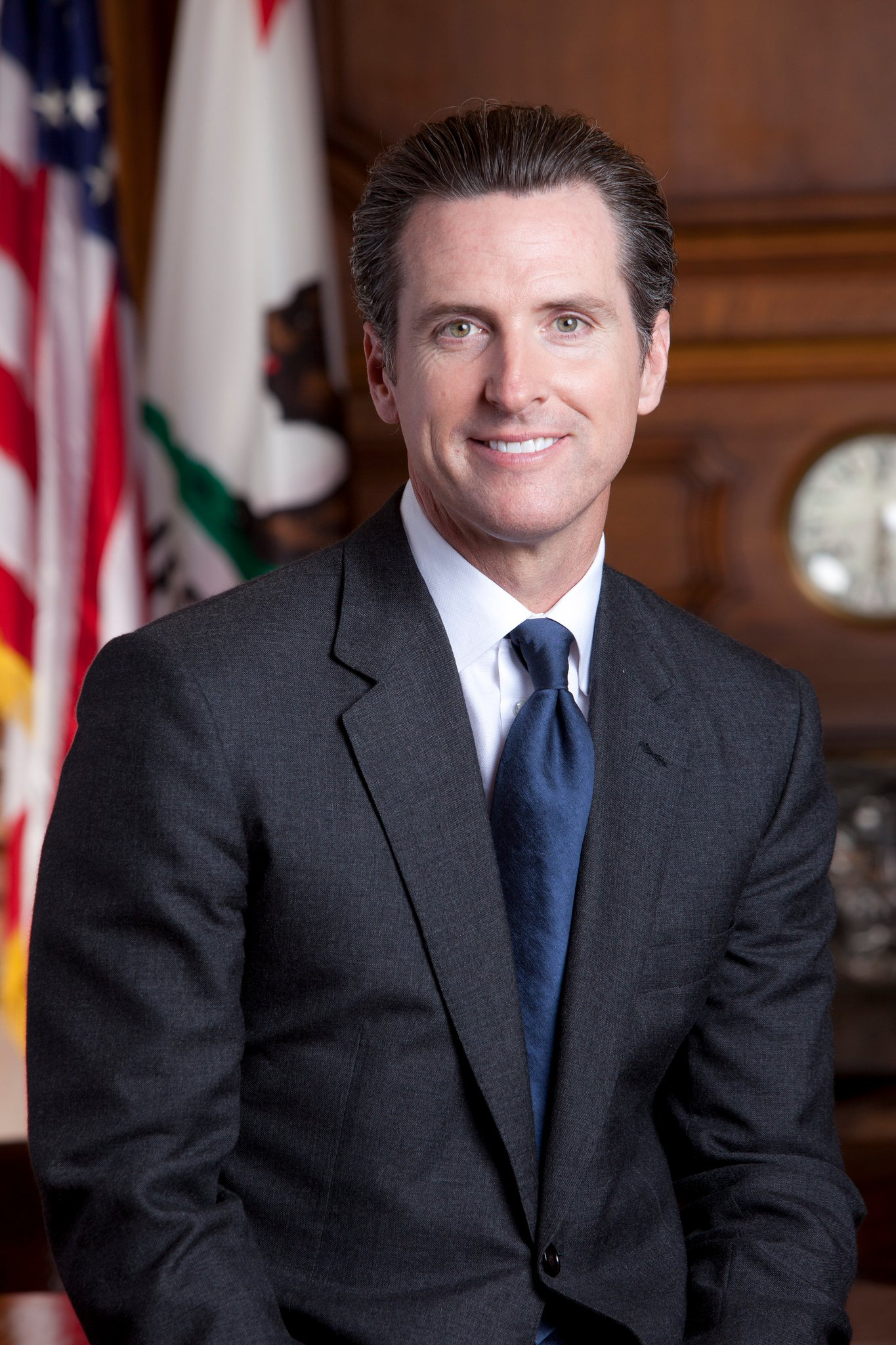
Gavin Newsom, din 7 ianuarie 2019, Democrat